# 1962-es labdarúgó-világbajnokság-selejtező (UEFA – 4. csoport)
Az 1962-es labdarúgó-világbajnokság európai 4. selejtezőcsoportjának mérkőzéseit, és a csoport végeredményét tartalmazó lapja. A csoportban körmérkőzéses, oda-visszavágós rendszerben játszottak egymással a labdarúgó-válogatottak. A selejtezőket 1961. április 16. és 1961. október 22. között rendezték. A csoport győztese automatikus résztvevője lett az 1962-es labdarúgó-világbajnokságnak.
A csoportban Hollandia, Magyarország és az NDK szerepelt.
Magyarország jutott ki az 1962-es világbajnokságra.

## Tabella
| Hely. | Csapat       | M | Gy | D | V | G+ | G– | Gk | P | Továbbjutás                          |     | Magyarország | Hollandia | Német Demokratikus Köztársaság |
| ----- | ------------ | - | -- | - | - | -- | -- | -- | - | ------------------------------------ | --- | ------------ | --------- | ------------------------------ |
| 1.    | Magyarország | 4 | 3  | 1 | 0 | 11 | 5  | +6 | 7 | Kijutott az 1962-es világbajnokságra |     | —            | 3–3       | 2–0                            |
| 2.    | Hollandia    | 3 | 0  | 2 | 1 | 4  | 7  | −3 | 2 |                                      |     | 0–3          | —         | –                              |
| 3.    | NDK          | 3 | 0  | 1 | 2 | 3  | 6  | −3 | 1 |                                      | 2–3 | 1–1          | —         |                                |

## Mérkőzések
| 1961. április 16. |

| Magyarország          | 2–0         | NDK |
| --------------------- | ----------- | --- |
| Albert 12' Göröcs 52' | Jegyzőkönyv |     |

| Népstadion, Budapest Nézőszám: 32 000 Játékvezető: Takov (bolgár) |

| 1961. április 30. |

| Hollandia | 0–3         | Magyarország                      |
| --------- | ----------- | --------------------------------- |
|           | Jegyzőkönyv | Fenyvesi 22' Sándor 24' Tichy 36' |

| De Kuip, Rotterdam Nézőszám: 65 000 Játékvezető: Clive Kingston (walesi) |

| 1961. május 14. |

| NDK       | 1–1         | Hollandia |
| --------- | ----------- | --------- |
| Erler 79' | Jegyzőkönyv | Groot 63' |

| Lipcse Nézőszám: 70 000 Játékvezető: Carl Jørgensen (dán) |

| 1961. szeptember 10. |

| NDK                    | 2–3         | Magyarország                      |
| ---------------------- | ----------- | --------------------------------- |
| Erler 53' P. Ducke 87' | Jegyzőkönyv | Solymosi 43' Sándor 75' Tichy 78' |

| Walter Ullbrich Stadion, Kelet-Berlin Nézőszám: 25 000 Játékvezető: Ivan Lukjanov (szovjet) |

| 1961. október 1. |

| Hollandia | Elmaradt | NDK |
| --------- | -------- | --- |
|           |          |     |

| Hollandia |

| 1961. október 22. |

| Magyarország                       | 3–3         | Hollandia                       |
| ---------------------------------- | ----------- | ------------------------------- |
| Göröcs 19' Monostori 21' Tichy 80' | Jegyzőkönyv | Van der Linden 8' 14' Groot 56' |

| Népstadion, Budapest Nézőszám: 30 000 Játékvezető: Hugh Phillips (skót) |

## Csapat eredmények

### Magyarország
Szövetségi kapitány:  Baróti Lajos
| Poszt | Név               | Születési idő        | Mérkőzésszám | Gól | Játékidő percben | Sub off | Sub on | NDK | NED | NDK | NED | Club                  |
| ----- | ----------------- | -------------------- | ------------ | --- | ---------------- | ------- | ------ | --- | --- | --- | --- | --------------------- |
| FW    | Albert Flórián    | 1941. szeptember 15. | 2            | 1   | 180              | 0       | 0      | 90  | -   | 90  | -   | Ferencvárosi TC       |
| DF    | Dalnoki Jenő      | 1932. december 12.   | 2            | 0   | 180              | 0       | 0      | 90  | 90  | -   | -   | Ferencvárosi TC       |
| FW    | Fenyvesi Máté     | 1933. szeptember 20. | 3            | 1   | 270              | 0       | 0      | 90  | 90  | -   | 90  | Ferencvárosi TC       |
| FW    | Göröcs János      | 1939. május 8.       | 4            | 2   | 360              | 0       | 0      | 90  | 90  | 90  | 90  | Újpesti Dózsa         |
| GK    | Grosics Gyula     | 1926. február 4.     | 4            | 0   | 360              | 0       | 0      | 90  | 90  | 90  | 90  | Tatabányai Bányász SC |
| MF    | Kotász Antal      | 1929. szeptember 1.  | 4            | 0   | 360              | 0       | 0      | 90  | 90  | 90  | 90  | Bp. Honvéd            |
| FW    | Kuharszki Béla    | 1940. április 20.    | 1            | 0   | 90               | 0       | 0      | -   | 90  | -   | -   | Újpesti Dózsa         |
| DF    | Mátrai Sándor     | 1932. február 20.    | 4            | 0   | 360              | 0       | 0      | 90  | 90  | 90  | 90  | Ferencvárosi TC       |
| FW    | Monostori Tivadar | 1936. augusztus 24.  | 1            | 1   | 90               | 0       | 0      | -   | -   | -   | 90  | Dorogi Bányász        |
| FW    | Sándor Károly     | 1928. november 28.   | 4            | 2   | 360              | 0       | 0      | 90  | 90  | 90  | 90  | MTK                   |
| MF    | Sipos Ferenc      | 1932. december 13.   | 4            | 0   | 360              | 0       | 0      | 90  | 90  | 90  | 90  | MTK                   |
| DF    | Solymosi Ernő     | 1940. június 21.     | 4            | 1   | 360              | 0       | 0      | 90  | 90  | 90  | 90  | Újpesti Dózsa         |
| DF    | Sóvári Kálmán     | 1940. december 21.   | 2            | 0   | 180              | 0       | 0      | -   | -   | 90  | 90  | Újpesti Dózsa         |
| FW    | Szimcsák István   | 1933. július 22.     | 1            | 0   | 90               | 0       | 0      | -   | -   | 90  | -   | MTK                   |
| MF    | Tichy Lajos       | 1935. március 21.    | 4            | 3   | 360              | 0       | 0      | 90  | 90  | 90  | 90  | Bp. Honvéd            |

### Hollandia
Szövetségi kapitány:  /  Schwartz Elek
| Poszt | Név                    | Születési idő       | Mérkőzésszám | Gól | Játékidő percben | Sub off | Sub on | magyar 1957-2000 | NDK | magyar 1957-2000 | Club             |
| ----- | ---------------------- | ------------------- | ------------ | --- | ---------------- | ------- | ------ | ---------------- | --- | ---------------- | ---------------- |
| FW    | Gerard Bergholtz       | 1939. augusztus 29. | 2            | 0   | 180              | 0       | 0      | 90               | 90  | -                | MVV              |
| FW    | Wim Bleijenberg        | 1930. november 5.   | 0            | 0   | 0                | 0       | 0      | -                | B   | -                | AFC Ajax         |
| FW    | Tinus Bosselaar        | 1936. január 16.    | 1            | 0   | 90               | 0       | 0      | -                | -   | 90               | Sparta Rotterdam |
| FW    | Cor van der Gijp       | 1931. augusztus 1.  | 1            | 0   | 90               | 0       | 0      | -                | -   | 90               | Feyenoord        |
| FW    | Henk Groot             | 1938. április 22.   | 3            | 2   | 270              | 0       | 0      | 90               | 90  | 90               | AFC Ajax         |
| FW    | Cor van der Hart       | 1928. január 25.    | 1            | 0   | 90               | 0       | 0      | 90               | -   | -                | Fortuna '54      |
| FW    | Pierre Kerkhoffs       | 1936. március 26.   | 0            | 0   | 0                | 0       | 0      | -                | -   | B                | PSV Eindhoven    |
| MF    | Jan Klaassens          | 1931. szeptember 4. | 1            | 0   | 90               | 0       | 0      | 90               | -   | -                | Feyenoord        |
|       | Hans de Koning         |                     | 0            | 0   | 0                | 0       | 0      | -                | B   | -                |                  |
| MF    | Reinier Kreijermaat    | 1935. április 25.   | 1            | 0   | 90               | 0       | 0      | -                | -   | 90               | Feyenoord        |
| DF    | Kees Kuijs             | 1931. október 4.    | 1            | 0   | 90               | 0       | 0      | 90               | -   | -                | NAC Breda        |
| FW    | Piet van der Kuil      | 1933. február 10.   | 3            | 0   | 270              | 0       | 0      | 90               | 90  | 90               | PSV Eindhoven    |
| GK    | Piet Lagarde           | 1939. december 9.   | 0            | 0   | 0                | 0       | 0      | B                | B   | B                | Dordrechtsche FC |
| FW    | Tonny van der Linden   | 1932. november 29.  | 1            | 2   | 90               | 0       | 0      | -                | -   | 90               | DOS Utrecht      |
| MF    | Bennie Muller          | 1938. augusztus 14. | 3            | 0   | 270              | 0       | 0      | 90               | 90  | 90               | AFC Ajax         |
| MF    | Jan Notermans          | 1932. július 29.    | 0            | 0   | 0                | 0       | 0      | B                | -   | -                | Fortuna '54      |
| DF    | Piet Ouderland         | 1933. március 17.   | 0            | 0   | 0                | 0       | 0      | -                | B   | B                | AFC Ajax         |
| GK    | Eddy Pieters Graafland | 1934. január 5.     | 3            | 0   | 270              | 0       | 0      | 90               | 90  | 90               | Feyenoord        |
| DF    | Tonny Pronk            | 1941. május 21.     | 2            | 0   | 180              | 0       | 0      | -                | 90  | 90               | AFC Ajax         |
| MF    | Carol Schuurman        | 1934. augusztus 17. | 1            | 0   | 90               | 0       | 0      | B                | 90  | -                | ADO Den Haag     |
| MF    | Sjaak Swart            | 1938. július 3.     | 1            | 0   | 90               | 0       | 0      | 90               | -   | B                | AFC Ajax         |
| DF    | Cor Veldhoen           | 1939. április 6.    | 2            | 0   | 180              | 0       | 0      | B                | 90  | 90               | Feyenoord        |
|       | Nico Wagemakers        |                     | 0            | 0   | 0                | 0       | 0      | -                | -   | B                |                  |
| DF    | Roel Wiersma           | 1932. április 15.   | 3            | 0   | 270              | 0       | 0      | 90               | 90  | 90               | PSV Eindhoven    |
| FW    | Faas Wilkes            | 1923. október 13.   | 2            | 0   | 180              | 0       | 0      | 90               | 90  | -                | Fortuna '54      |
| MF    | Fons van Wissen        | 1933. március 21.   | 1            | 0   | 90               | 0       | 0      | -                | 90  | -                | PSV Eindhoven    |

### NDK
Szövetségi kapitány:  Sós Károly
| Poszt | Név                     | Születési idő        | Mérkőzésszám | Gól | Játékidő percben | Sub off | Sub on | magyar 1957-2000 | NED | magyar 1957-2000 | Club                   |
| ----- | ----------------------- | -------------------- | ------------ | --- | ---------------- | ------- | ------ | ---------------- | --- | ---------------- | ---------------------- |
| FW    | Arthur Bialas           | 1930. november 21.   | 1            | 0   | 90               | 0       | 0      | 90               | -   | -                | SC Empor Rostock       |
| FW    | Peter Ducke             | 1941. október 14.    | 3            | 1   | 270              | 0       | 0      | 90               | 90  | 90               | SC Motor Jena          |
| MF    | Roland Ducke            | 1934. november 19.   | 2            | 0   | 180              | 0       | 0      | 90               | 90  | -                | SC Motor Jena          |
| FW    | Dieter Erler            | 1939. május 28.      | 3            | 2   | 270              | 0       | 0      | 90               | 90  | 90               | Wismut Karl Marx-Stadt |
| DF    | Werner Heine            | 1935. augusztus 14.  | 3            | 0   | 270              | 0       | 0      | 90               | 90  | 90               | SC Dinamo Berlin       |
| FW    | Günter Hirschmann       | 1935. december 8.    | 1            | 0   | 90               | 0       | 0      | 90               | -   | -                | Aufbau Magdeburg       |
| FW    | Günter Hoge             | 1940. október 7.     | 1            | 0   | 90               | 0       | 0      | -                | -   | 90               | ASK Vorwärts Berlin    |
| MF    | Isle offred Kaiser      | 1929. január 7.      | 2            | 0   | 180              | 0       | 0      | -                | 90  | 90               | Wismut Karl Marx-Stadt |
| DF    | Peter Kalinke           | 1936. december 21.   | 1            | 0   | 90               | 0       | 0      | -                | -   | 90               | ASK Vorwärts Berlin    |
| FW    | Wilfried Klingbiel      | 1939. június 21.     | 1            | 0   | 90               | 0       | 0      | -                | -   | 90               | SC Dinamo Berlin       |
| DF    | Hans-Dieter Krampe      | 1937. január 6.      | 3            | 0   | 270              | 0       | 0      | 90               | 90  | 90               | ASK Vorwärts Berlin    |
| MF    | Herbert Maschke         | 1930. szeptember 2.  | 1            | 0   | 90               | 0       | 0      | -                | -   | 90               | SC Dinamo Berlin       |
| FW    | Lothar Meyer            | 1934. augusztus 1.   | 1            | 0   | 90               | 0       | 0      | 90               | -   | -                | ASK Vorwärts Berlin    |
| MF    | Waldemar Mühlbächer     | 1937. szeptember 25. | 1            | 0   | 90               | 0       | 0      | -                | 90  | -                | SC Dinamo Berlin       |
| FW    | Günter Schröter         | 1927. május 3.       | 2            | 0   | 180              | 0       | 0      | -                | 90  | 90               | SC Dinamo Berlin       |
| DF    | Martin Skaba            | 1935. július 28.     | 2            | 0   | 180              | 0       | 0      | 90               | 90  | -                | SC Dinamo Berlin       |
| GK    | Karl-Heinz Spickennagel | 1932. január 17.     | 3            | 0   | 270              | 0       | 0      | 90               | 90  | 90               | ASK Vorwärts Berlin    |
| FW    | Günther Wirth           | 1933. január 9.      | 2            | 0   | 180              | 0       | 0      | 90               | -   | -                | ASK Vorwärts Berlin    |